# Carl Frederik Bistrup Simony
Carl Frederik Bistrup Simony (* 12. März 1909 in Maniitsoq; † 4. Dezember 1983) war ein dänischer Jurist, Beamter und Landsfoged in Grönland.

## Leben
Carl Frederik Bistrup Simony war der Sohn des Kolonialverwalters Christian Simony (1881–1961) und seiner Frau Carla Østerberg Bistrup (1883–1979). Sein Urgroßvater war der Politiker Carl Frederik Simony (1806–1872) und sein Großvater der Kolonialverwalter Laurits Hans Christian Bistrup (1850–1914).
Er besuchte das Gymnasium in Ordrup, das er 1927 abschloss. Anschließend studierte er Jura und beendete das Studium 1935 als cand.jur. Am 6. Juli 1935 heiratete er in Gentofte Mona Muus (1913–?), Tochter von Svend Muus. Nach dem Studium wurde er Sekretär in der Kopenhagener Kinderfürsorge. 1938 wurde er als Sekretär im Landbrugsministeriet angestellt. Nebenher saß er von 1938 bis 1945 im Landesausschuss für Kinderfürsorge. 1939 wurde er kommissarisch Sekretär bei Grønlands Styrelse, 1940 festangestellt und 1943 zum Bevollmächtigten befördert. Nach Kriegsende wurde Carl Frederik Bistrup Simony 1945 als Nachfolger von Eske Brun zum kommissarischen Landsfoged von sowohl Nord- als auch Südgrönland ernannt. 1947 wurde er in Südgrönland festangestellt, während er den nördlichen Landesteil an Niels Otto Christensen abgab. Am 15. August 1949 wurde seine Ehe geschieden und er heiratete am folgenden 8. September in Nuuk in zweiter Ehe die ebenfalls geschiedene Birthe Høy (1917–?), Tochter von Carl Johan Høy. Carl Frederik Bistrup Simony gehörte sämtlichen Unterkommissionen der zwischen 1948 und 1950 arbeitenden Grønlandskommission an. Das Amt des Landsfogeds wurde infolgedessen 1950 abgeschafft und beide Landesteile vereinigt. Fortan gab es nur noch einen Landshøvding für ganz Grönland und dieses Amt erhielt Poul Hugo Lundsteen. Carl Frederik Bistrup Simony wurde beim Landshøvding angestellt, bis er 1952 zum grönländischen Polizeimeister ernannt wurde. 1959 wurde er Richter an Grønlands Landsret. 1964 wurde er pensioniert.
Carl Frederik Bistrup Simony hatte zahlreiche Ehrenämter inne. Von 1945 bis 1950 war er Vorstandsmitglied für Grønlands Folkeoplysning („Grönlands Volksbildung“). 1955 wurde er Mitglied des Aufsichtsrats des Arktisk Institut. Von 1956 bis 1963 war er Vorsitzender des Museumsausschusses von Grønlands Landsråd. Im selben Jahr wurde er Mitglied des Verlagsausschusses. Von 1962 bis 1964 war er Vorsitzender des grönländischen Unfallversicherungsrats. Nach seiner Pensionierung war er von 1964 bis 1967 Mitglied im Kinderfürsorgeausschuss im Egebjerg Sogn. Von 1964 bis 1965 war er außerdem Sekretär der Verwaltung der Anneberg-Sammlung, eines privaten Glasmuseums. Von 1966 bis 1976 war er Aufsichtsratsmitglied des Grönländischen Landesmuseums, dazu 1970 bei der Foreningen Grønlandske Børn und von 1971 bis 1973 bei Det Grønlandske Selskab. Von 1968 bis 1973 war er im Motorausschuss für Invaliden tätig sowie von 1970 bis 1971 im Arktisk Institut und von 1971 bis 1979 bei der Gesetzes- und Ministerialzeitschrift.
Am 19. Dezember 1956 wurde er zum Ritter des Dannebrogordens ernannt und am 21. Mai 1964 zum Ritter 1. Grades. Carl Frederik Bistrup Simony starb 1983 im Alter von 74 Jahren.